# Bess Armstrong
Elizabeth Key Armstrong, detta Bess (Baltimora, 11 dicembre 1953), è un'attrice statunitense.
È conosciuta soprattutto per i suoi ruoli nei film Le quattro stagioni (1981), Avventurieri ai confini del mondo (1983), Lo squalo 3 (1983) e Niente in comune (1986). Ha anche recitato nella serie drammatica della ABC My So-Called Life e ha avuto ruoli principali in numerosi film realizzati per la televisione.

## Biografia
Bess Armstrong è nata a Baltimora, nel Maryland, figlia di Louise Allen (nata Parlange), che ha insegnato al Bryn Mawr College, e Alexander Armstrong, insegnante di inglese presso la Gilman School.
Ha frequentato la Bryn Mawr School for Girls e la Brown University, dove si è laureata in latino e teatro (studiando recitazione con Jim Barnhill e John Emigh). Sia alla Bryn Mawr che alla Brown, la Armstrong ha recitato in oltre cento rappresentazioni teatrali.

## Carriera
La carriera di attrice professionista di Bess Armstrong è iniziata nel 1975 con il debutto Off-Off Broadway, Harmony House. Nel 1977 ha fatto il suo debutto televisivo come Julia Peters nella sitcom della CBS, On Our Own. Nel 1978 ha recitato al fianco di Richard Thomas nel suo primo film per la televisione Marcia nuziale a tre. Nel 1981 ha recitato nuovamente con Richard Thomas a Seattle, in una produzione teatrale di A piedi nudi nel parco di Neil Simon.
Negli anni '80 ha continuato a partecipare a numerosi film, sia per il grande che per il piccolo schermo, tra cui Le quattro stagioni (1981) di Alan Alda, Avventurieri ai confini del mondo (1983) con Tom Selleck, Lo squalo 3 (1983) con Dennis Quaid, Niente in comune (1986), con Tom Hanks e Jackie Gleason, e la miniserie TV Segreti.
Negli anni '90 ha interpretato il suo ruolo forse più noto, quello di Patty Chase nella serie My So-Called Life. In seguito ha recitato in numerosi film per la televisione. Nel 2000, è apparsa nella sitcom della NBC Frasier. Nel 2008 ha interpretato Penelope Kendall nella serie televisiva dell'ABC Boston Legal.
Attiva negli anni nel cinema, in televisione e sul palcoscenico, ha avuto un ruolo ricorrente nella serie televisiva House of Lies, interpretando Julianne Hotschragar. È apparsa anche in Castle, Mad Men, NCIS - Unità anticrimine e Grey's Anatomy.

## Filmografia

### Cinema
- Le quattro stagioni (The Four Seasons), regia di Alan Alda (1981)
- Jekyll and Hyde... Together Again, regia di Jerry Belson (1982)
- Avventurieri ai confini del mondo (High Road to China), regia di Brian G. Hutton (1983)
- Lo squalo 3 (Jaws 3-D), regia di Joe Alves (1983)
- This Girl for Hire, regia di Jerry Jameson (1983)
- The House of God, regia di Donald Wrye (1984)
- Niente in comune (Nothing in Common), regia di Garry Marshall (1986)
- Mother, Mother, regia di Micki Dickoff (1989)
- A.A.A. Detective chiaroveggente offresi (Second Sight), regia di Joel Zwick (1989)
- Incubo d'amore (Dream Lover), regia di Nicholas Kazan (1993)
- Magie del cuore (The Skateboard Kid), regia di Larry Swerdlove (1993)
- La signora ammazzatutti (Serial Mom), regia di John Waters (1994)
- Operazione Gatto (That Darn Cat), regia di Bob Spiers (1997)
- Pecker, regia di John Waters (1998)
- When It Clicks, regia di Joanna Cappuccilli Lovetti (1998)
- Diamond Men, regia di Dan Cohen (2000)
- Corporate Affairs, regia di Dan Cohen (2008)
- Next of Kin, regia di Martha M. Elcan (2008)

### Televisione
- On Our Own - serie TV, 22 episodi (1977-1978)
- Love Boat (The Love Boat) - serie TV, episodio 2x04 (1978)
- Marcia nuziale a tre, regia di Steven Hilliard Stern - film TV (1978)
- How to Pick Up Girls!, regia di Bill Persky e Mick Jackson - film TV (1978)
- Walking Through the Fire, regia di Robert Day - film TV (1979)
- L'undicesima vittima (11th Victim), regia di Jonathan Kaplan - film TV (1979)
- All is Forgiven - sitcom, 9 episodi (1986)
- Married People - sitcom, 18 episodi (1990-1991)
- I racconti della cripta (Tales from the Crypt) - serie TV, 1 episodio (1992)
- Take Me Home Again, regia di Tom McLoughlin - film TV (1994)
- My So-Called Life - serie TV, 19 episodi (1994-1995)
- La tata (The Nanny) -sitcom, 2 episodi (1994-1998)
- La divisa strappata (She Stood Alone: The Tailhook Scandal), regia di Larry Shaw - film TV (1995)
- Sarà per sempre (Stolen Innocence), regia di Bill Norton - film TV (1995)
- La gioia più grande (Mixed Blessings), regia di Bethany Rooney - film TV (1995)
- Forgotten Sins, regia di Dick Lowry - film TV (1996)
- The Perfect Daughter, regia di Brian Herzlinger - film TV (1996)
- She Cried No, regia di Bethany Rooney - film TV (1996)
- Ricomincio da Natale (Christmas Every Day), regia di Larry Peerce - film TV (1996)
- Insieme per sempre (Forever Love), regia di Michael Switzer - film TV (1998)
- Il tocco di un angelo (Touched by an Angel) - serie TV, episodio 4x20 (1998)
- Frasier - sitcom, 2 episodi (2000-2004)
- Il marito della sua migliore amica (Her Best Friend's Husband), regia di Waris Hussein - film TV (2002)
- That Was Then - serie TV, 4 episodi (2002)
- Good Morning, Miami - serie TV, episodio 1x09 (2002)
- One Tree Hill - serie TV, 5 episodi (2004-2010)
- Boston Legal - serie TV, episodi 4x11-5x12 (2008)
- Criminal Minds - serie TV, 1 episodio (2009)
- Castle - serie TV, episodio 3x02 (2010)
- CSI - Scena del crimine (CSI: Crime Scene Investigation) - serie TV, 1 episodio (2012)
- Ho sposato una star (I Married Who?), regia di Kevin Connor - film TV (2012)
- Mad Men - serie TV, episodio 5x06 (2012)
- Reckless - miniserie, episodio pilota (2013)
- House of Lies - serie TV, 10 episodi (2014-2014)
- True Blood - serie TV, 1 episodio (2014)
- Drop Dead Diva - serie TV, 1 episodio (2014)
- NCIS - Unità anticrimine (NCIS) - serie TV, episodio 11x16 (2014)
- Reckless - serie TV (2014)
- Zoo - serie TV, due episodi (2015-2016)
- Switched at Birth - Al posto tuo (Switched at Birth) - serie TV, 7 episodi (2015-2017)
- Uno chef in corsia (Diagnosis Delicious), regia di Ron Oliver - film TV (2016)
- Damien - serie TV, 1 episodio (2016)
- Longmire - serie TV, 1 episodio (2016)
- Conviction - serie TV, episodi 1x01-1x02 (2016)
- Scandal - serie TV, episodio 7x01 (2017)
- The Arrangement - serie TV, episodi 2x06-2x10 (2018)
- S.W.A.T. - serie TV, 3 episodi (2018-2019)
- Una famiglia per Sunshine (Love And Sunshine), regia di Ellie Kanner - film TV (2019)
- Grey's Anatomy - serie TV, 3 episodi (2019-2021)
- Bosch - serie TV, 10 episodi (2019-2021)

## Doppiatrici italiane
Nelle versioni in italiano dei suoi lavori, Bess Armstrong è stata doppiata da:
- Angiola Baggi in Avventurieri ai confini del mondo
- Anna Rita Pasanisi in Castle
- Emanuela Baroni in Mad Men
- Caterina Rochira in Scandal
- Claudia Balboni in Incubo d'amore
- Emanuela Rossi ne Lo squalo 3
- Stefanella Marrama in Grey's Anatomy